# Racendów
Racendów (prononciation : [raˈt͡sɛnduf]) est un village polonais de la gmina de Kotlin dans le powiat de Jarocin de la voïvodie de Grande-Pologne dans le centre-ouest de la Pologne.
Il se situe à environ 7 kilomètres au nord de Kotlin (siège de la gmina), à 11 kilomètres à l'est de Jarocin (siège du powiat) et à 70 kilomètres au sud-est de Poznań (capitale régionale).

## Histoire
De 1975 à 1998, le village faisait partie du territoire de la voïvodie de Kalisz.

Depuis 1999, Racendów est situé dans la voïvodie de Grande-Pologne.